# Pozdrav

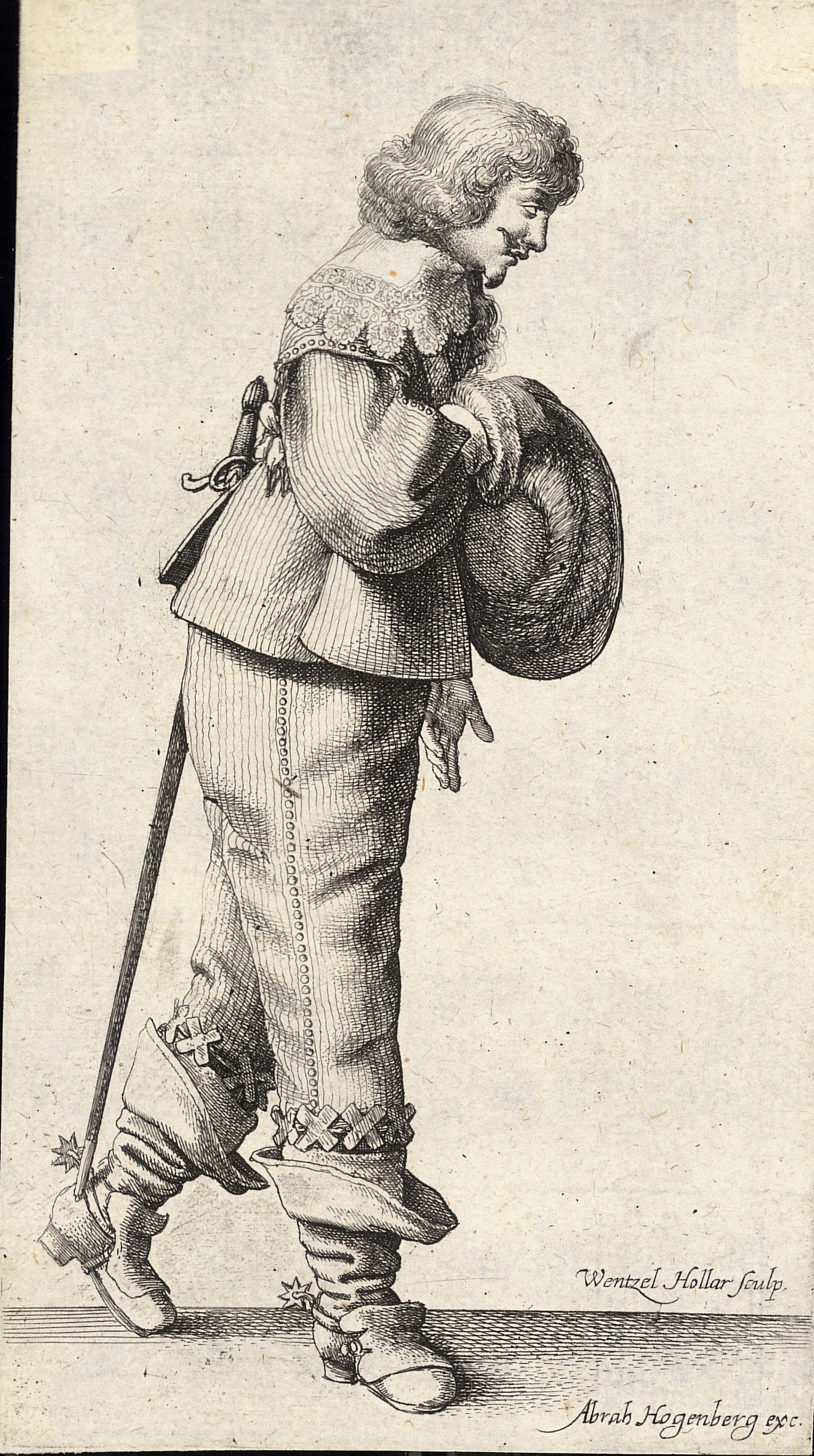
Václav Hollar: Šlechtic při pozdravu

Pozdrav (od „zdraviti“, tj. přát zdraví) je projev úcty, přátelství a dobrých úmyslů, který se děje ritualizovaným gestem a/nebo slovy. Lidé se zdraví při setkání i při loučení a často přitom vyjadřují přání, aby druhý „žil“ (živijó), zůstal zdráv (něm. Heil), případně „celý, neporušený“ (lat. salvus). Lidský pozdrav patrně odpovídá usmiřovacím gestům společensky žijících živočichů.
Každá kultura si časem vypěstovala vlastní způsoby, jak pozdravit nebo jak se rozloučit (podání ruky, políbení, objetí, úklona). Při setkání dvou neznámých lidí hraje pozdrav velmi důležitou roli. Může pozitivně, ale i negativně ovlivnit společenský život člověka, pomoci mu k úspěchu nebo přinést neúspěch. Rituální funkce pozdravu je pro udržení společenského postavení významnější než představení při prvním setkání. Za život pozdraví člověk průměrně více než třistatisíckrát, což údajně představuje celkem sto devadesát hodin.[zdroj?]

## Historie
Původ pozdravu je nejistý. Podle expertů[zdroj?] mohl být prvním neuvědomělým pozdravem stisk horních končetin dvou australopitéků, kteří chtěli jeden druhému ukázat, že nejsou ozbrojeni. Je pravděpodobné, že předchůdci australopitéků vyjadřovali gesty snahu o společenskou komunikaci. Etologům se podařilo zdokumentovat nejrůznější posunky. Pokojné gesto spočívající v napřažení prázdné dlaně kontrastuje s výhrůžnými gesty, jako je třeba ruka sevřená v pěst nebo vyceněné zuby.
Každá světová kultura si vytvořila vlastní způsob pozdravu. Setkají-li se například v Japonsku dva muži na ulici, rozepnou kabáty a pak sejmou klobouky. Je to pozůstatek z dob, kdy tak dokazovali, že nejsou ozbrojeni. Obyvatelé Nové Guineje vítají cizince s hlavou pokrytou břečťanovými listy, které jsou místním symbolem přátelství. Nejběžnějším světovým pozdravem je podání ruky. I proslavený pozdrav mezi eskymáky, kteří si navzájem třou nosy, je jen doplňkem k podání ruky. V určitých kulturách patří k pozdravu i vyjádření společenských rozdílů a postavení. U Japonců svědčí úhel úklonu o míře úcty. Stejně je tomu v Číně, Koreji a dalších asijských zemích. Ukloníme-li se, snižujeme výšku vlastní postavy, aby se druhý člověk cítil větší. Zejména při setkání s příslušníky jiných kultur může pozdrav překlenout vzdálenost nebo naopak zapůsobit špatným dojmem a přitom si zdravící osoba ani neuvědomí, proč. Při pozdravu hraje důležitou roli i vzdálenost. V některých oblastech světa stojí při něm lidé blíž nebo dál od sebe a jiná vzdálenost, na kterou nejsou zvyklí, u nich může vyvolat zápornou reakci.

## Druhy pozdravu
Existuje mnoho různých pozdravů – verbálních i neverbálních, které se odlišují svou formálností, příležitostí, společenskou skupinou nebo časem či obdobím pozdravu.

### Verbální pozdravy
Mezi české verbální pozdravy ve formálních situacích patří v závislosti na denní době: „Dobré ráno!“ či „Dobré jitro!“, „Dobré dopoledne!“, „Dobré poledne!“, „Dobré odpoledne!“, „Dobrý večer!“ a „Dobrou noc!“ Obecným pozdravem používaným bez ohledu na denní dobu je „Dobrý den!“
Existuje také mnoho neformálních pozdravů, jako např. „Ahoj!“, „Čau!“, „Čus!“, „Zdravíčko!“, „Brýtro!“, „Zdar!“, „Nazdar!“, „Nazdárek!“
V závislosti na příležitosti se používají pozdravy: „Haló!“ – při telefonním spojení, „Všechno nejlepší!“ – při přání k narozeninám či k svátku.
Různé společenské, profesní a zájmové skupiny užívají k odlišení specifické pozdravy:
- „Ahoj!“ – námořnický, vodácký a trampský pozdrav
- „Nazdar!“ – obrozenecký, sokolský, skautský a legionářský pozdrav
- „Skol!“ – lyžařský pozdrav
- „Zdař Bůh!“ – havířský pozdrav
- „Lovu zdar!“ – myslivecký pozdrav
- „Lesu zdar!“ – lesnický pozdrav
- „Petrův zdar!“ – rybářský pozdrav
- „Dobrý vítr!“ – turistický pozdrav
- „Šťastnou cestu!“, „Dobře dojeď!“ (vždy tykání) – pozdrav mezi řidiči
- „Pán s Vámi!“, „Pozdrav Pán Bůh!“, „Pochválen buď Pán Ježíš Kristus!“ – křesťanské pozdravy
- „Šalom!“ – židovský pozdrav, doslovně znamená „mír“
- „Čest práci!“ – původně dělnický pozdrav, využívaný komunisty
- „Na stráž!“ – pozdrav slovenské Hlinkovy gardy
- „Heil Hitler!“, „Sieg Heil!“ – nacistické pozdravy
- „Howgh“ – pozdrav amerických lovců (trapperů)

V závislosti na období se lidé zdraví pozdravy jako „Veselé Vánoce!“ či „Šťastné a veselé!“, „Veselé Velikonoce!“, křesťanský velikonoční pozdrav: „Kristus vstal z mrtvých! Opravdu vstal z mrtvých!“.

### Neverbální pozdravy
Mezi nejběžnější neverbální pozdravy patří podání ruky, mávání, polibek, salutování, kynutí, smekání či pokleknutí.

## Polibek na různé způsoby
Polibek byl vždy jednou z nejpoužívanějších forem pozdravu. V dobách politika Marka Porcia Catona Staršího líbali Římané ženy z příbuzenstva na rty jen proto, aby se přesvědčili, že jejich dech nevoní vínem. Když se v šestnáctém století ve Francii změnila móda líbání dam na tvář v polibek ruky, filozof a spisovatel Michel de Montaigne se zaradoval, protože prý na každé tři krásné ženy bylo třeba políbit na tvář padesát ošklivých. Dnes je polibek jako pozdrav velmi rozšířen. V Evropě a Latinské Americe je běžný u blízkých přátel, rodinných příslušníků a mezi mladými. Polibky na tvář, které jsou pouze naznačovány a končí ve vzduchu, vyjadřují podle mínění odborníků nedostatek upřímnosti a svědčí o pokrytectví. Pokud bychom chtěli do hloubky analyzovat význam pozdravu, bylo by nutné povšimnout si i toho, co pozdravu předchází. Výzkumy mimoslovní komunikace, které provádějí američtí experti, dokazují, že pozdrav začíná ještě před tím, než si dáme polibek nebo stiskneme ruce.

## Čtyři fáze pozdravu
Jestliže do našeho zorného pole vstoupí známý, první fází je úsměv nebo gesto poznání. Následuje příprava k setkání. Zatímco se lidé k sobě blíží, narovnávají se a nevědomky si upravují třeba účes. Třetí fází je rituál samotného pozdravu. Jako poslední přicházejí mezilidské vazby a často výměna konvenčních frází nebo vět typu: Jak se máš?, které mohou sloužit jen jako zdvořilostní fráze, ale mohou být i úvodem ke skutečnému dialogu.